# Reprezentacja Jordanii w piłce siatkowej kobiet
Reprezentacja Jordanii w piłce siatkowej kobiet to narodowa reprezentacja tego kraju, reprezentująca go na arenie międzynarodowej.

## Mistrzostwa Azji
Drużyna jeszcze nigdy nie wystąpiła na Mistrzostwach Azji.